# Rina Sawayama

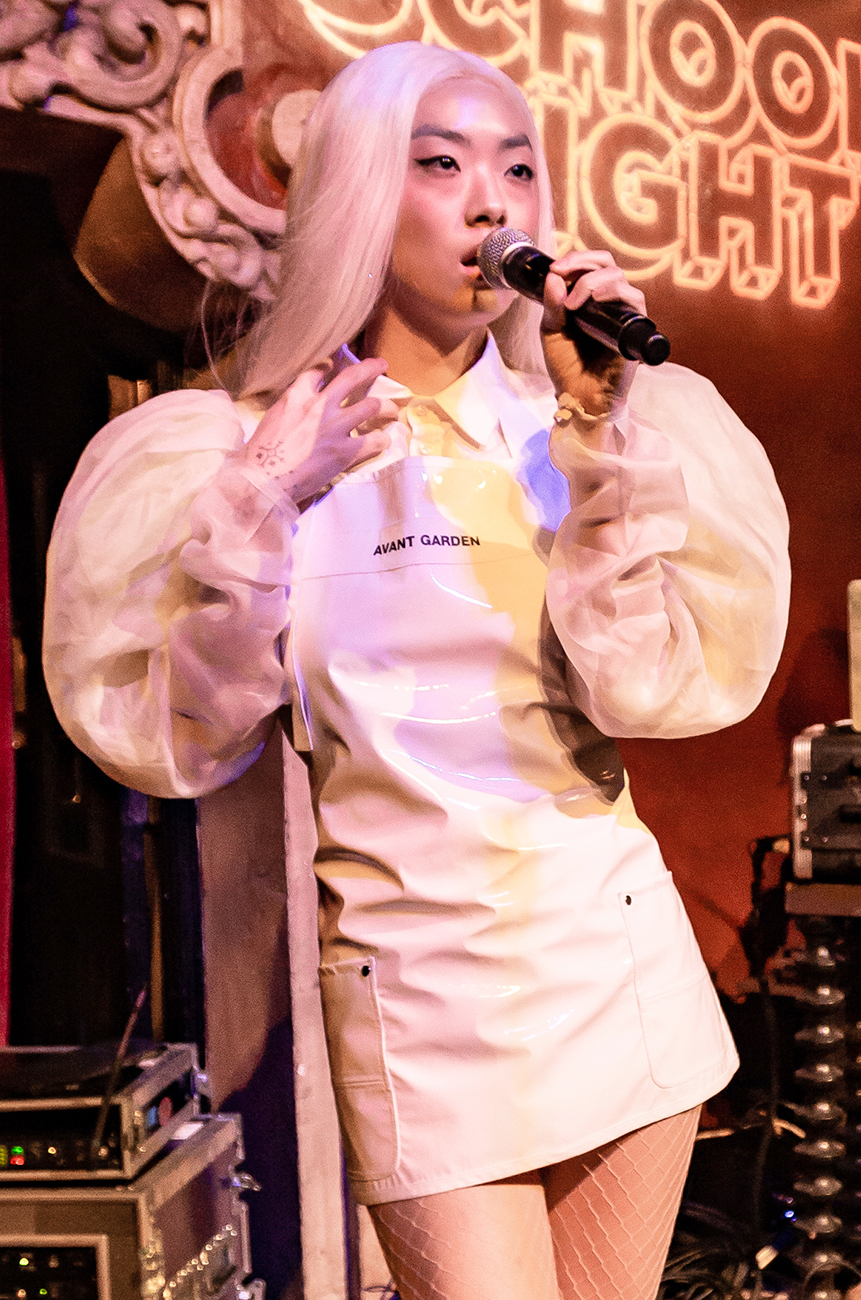
Rina Sawayama bei einem Auftritt in Los Angeles 2018

Rina Sawayama (japanisch リナ・サワヤマ; geboren am 16. August 1990 in der Präfektur Niigata) ist eine in Japan geborene Singer-Songwriterin, die auch als Model und Schauspielerin arbeitet. Ihren Wohnsitz hat sie in London. 2017 veröffentlichte sie im Selbstverlag ihre Debüt-EP Rina. Nachdem sie 2020 bei Dirty Hit unterschrieben hatte, veröffentlichte sie ihr erstes Studioalbum Sawayama, das Kritikerlob bekam.

## Leben
Sawayama wurde am 16. August 1990 in der japanischen Präfektur Niigata geboren. Sie lebte dort bis zu ihrem fünften Lebensjahr, als ihre Familie beschloss, nach London zu ziehen, wo sie aufgewachsen ist und derzeit lebt. Sie besitzt ein Indefinite Leave to Remain (ILR) Visum im Vereinigten Königreich.
Während ihres Studiums der Politik, Psychologie und Soziologie am Magdalene College in Cambridge entdeckte Sawayama ihre Liebe zur Musik und zum Modeln. Während ihrer Studienzeit trat sie mit Theo Ellis von der Alternative-Rock-Band Wolf Alice in einer Hip-Hop-Gruppe namens Lazy Lion auf. Sie schloss ihr Studium der Politikwissenschaft in Cambridge ab. Im Mai 2020 teilte Sawayama mit, dass sie einen Online-Kurs an der University of Oxford mache.

## Karriere

### 2013–2017: Frühkarriere
Im Februar 2013 fing Sawayama mit ihrer Solokarriere an, als sie ihr Single Sleeping in Waking veröffentlichte. Die Single wurde von Justin „Hoost“ produziert. Eine 7-Zoll-Vinyl der Single, die einen neuen Song namens Who? enthielt, wurde im April 2013 vom britischen Musiklabel Make Mine veröffentlicht. Am Halloween desselben Jahres veröffentlichte sie die Single Terror unter dem Künstlernamen „Riina.“ In einem 2021 Billboard-Interview verriet sie, dass sie diesen Namen nur verwendete, weil ihr Nachname sich wie eine Unannehmlichkeit fühle.
Im Juni 2015 veröffentlichte sie ein Musikvideo unter der Regie von Arvida Byström für ihren Song Tunnel Vision. Im Jahr danach kam dann die Single Where U Are mit einem dazugehörigen Musikvideo unter der Regie von Alessandra Kurr auf den Markt. Die Single erkundete die menschliche Interaktion mit digitalen Medien. Sawayama erklärte, dass man online ein bearbeitetes öffentliches Ansehen darstellen könne und dadurch sich anderen nahe fühle (aber in der Tat bleibe man allein). Der Song wurde als nostalgische Popmusik und vom R&B der 90er Jahre inspiriert beschrieben.

### 2017–2019:Rinaund Konzertreisen

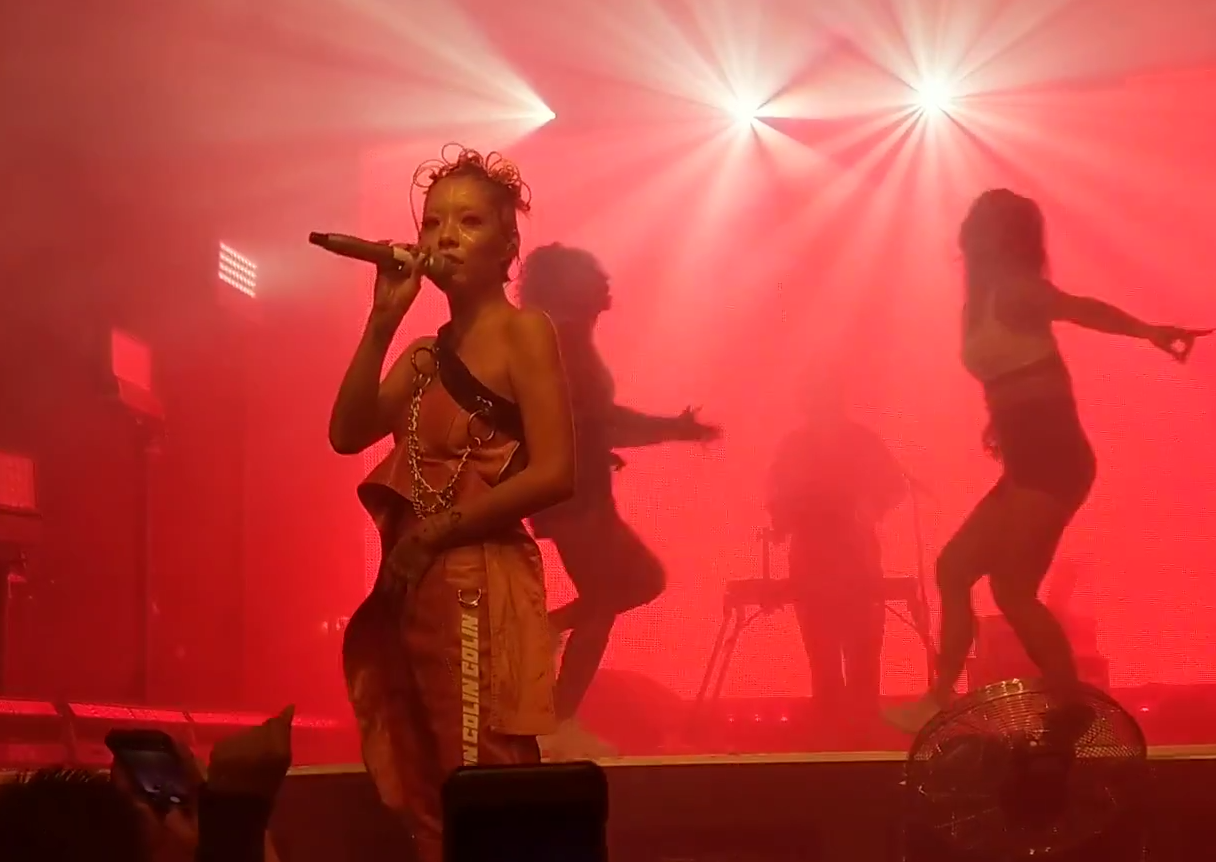
Sawayama im queeren Nachtclub Heaven in London im Jahr 2018

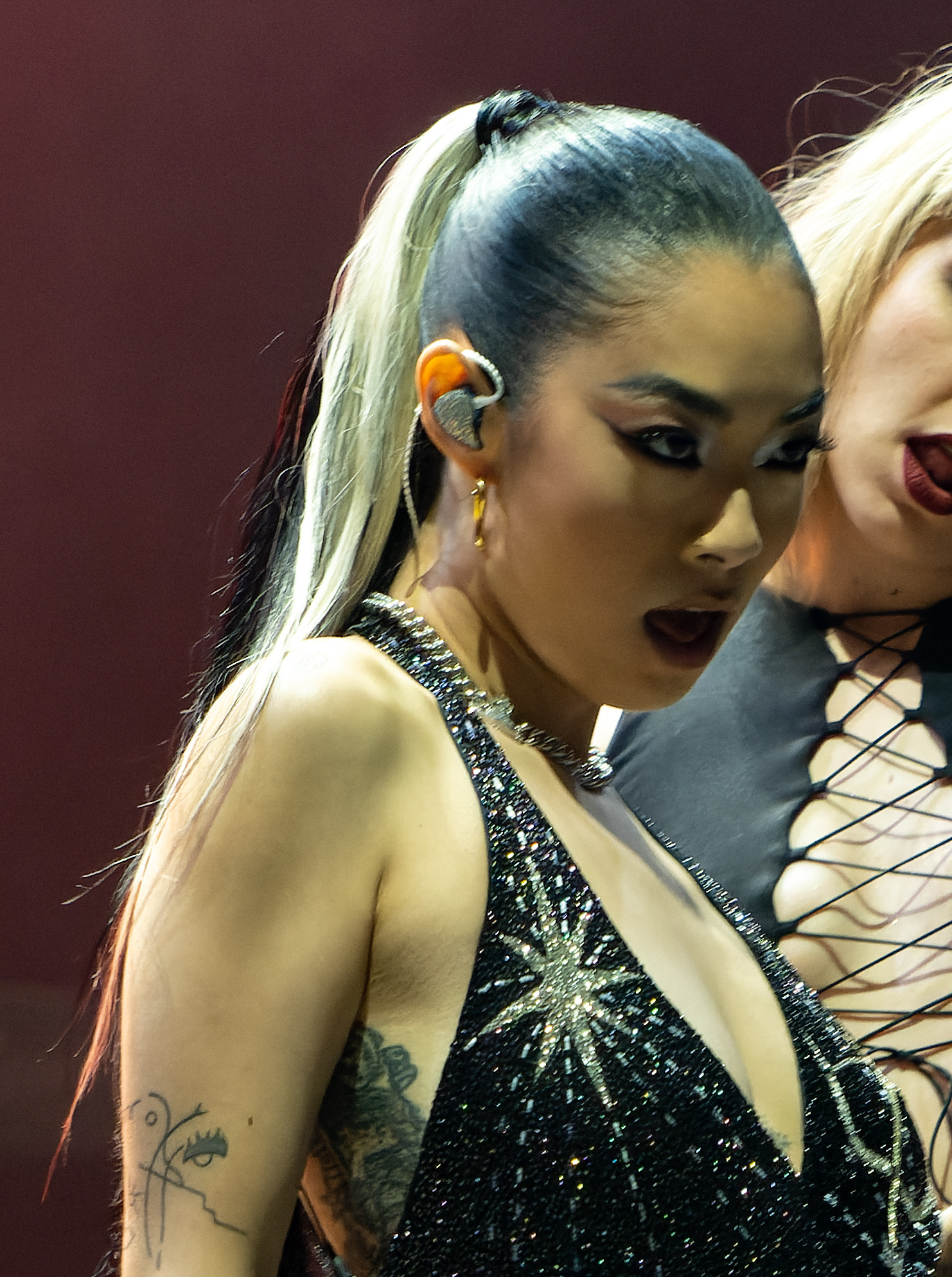
Auftritt beim Primavera Sound in Barcelona 2022

Im März 2017 wurde ihre Single Cyber Stockholm Syndrome vom Magazin The Fader herausgebracht. Sawayama beschrieb die Stimmungen des Songs als Pessimismus, Optimismus, Angst und Freiheit, und die Inspiration des Songs als die Selbsthilfenetzwerke, die Stimmungen der Solidarität, das Asyl und die geistige Flucht, die die digitale Welt unterstützt.
2017 wurde die Singles Afterlife und Tunnel Vision, ein Duett mit Shamir, und ebenfalls die EP Rina veröffentlicht. Es hatte zwei bis drei Jahre gedauert, bis sie das Geld hatte, um Rina im Selbstverlag auf den Markt zu bringen. Darüber schrieben The Guardian und Pitchfork sehr positive Kritiken und Pitchfork setzte sie auf die Liste der besten R&B- und Popalben des Jahres.
2018 veröffentlichte Sawayama die Single Valentine am Valentinstag. Das Musikvideo der Single Ordinary Superstar wurde im Juni 2018 herausgebracht. In August 2018 veröffentlichte Sawayama die Single Cherry, in der sie ihre Sexualität erkundete. Ende 2018 begann sie eine Konzertreise und 2019 trat sie als Vorband auf einer Charli-XCX-Tour auf.

### 2020 bis heute:Sawayamaund die Dynasty-Konzertreise
Nachdem Sawayama im 2020 bei Dirty Hit unter Vertrag gekommen war, veröffentlichte sie die Singles STFU! und Comme des Garçons (Like the Boys). STFU! ist ein Nu-Metal-, Metal-, Pop- und Avantpop-Song. Comme des Garçons (Like the Boys) wurde von der Tanzmusik der frühen 2000er inspiriert. Weitere Singles folgten im März mit dem von R&B inspirierten Song XS und im April mit Chosen Family.
Ihr Debütalbum Sawayama kam am 17. April 2020 mit sehr viel Kritikerlob auf den Markt. Am 29. Juni 2020 veröffentlichte Sawayama eine Coverversion des Grammy-nominiertem Lady-Gaga-Songs Dance in the Dark (2009) auf Spotifys Singles. Der von Clarence Clarity produzierte Elektropopsong wurde im Haus von Sawayama aufgenommen.
Im Juli 2020 twitterte Sawayama wegen ihrer fehlenden britischen Staatsangehörigkeit für wichtige britische Musikpreise wie die Mercury Prize und BRIT Awards nicht nominiert werden zu können. Kurz danach war das Hashtag „#SawayamaIsBritish“ auf Twitter im Großbritannien angesagt. Die Bewegung bekam Unterstützung von Elton John. Später wurden die Wählbarkeitsvoraussetzungen verändert, damit alle in Großbritannien wohnenden Musiker Preise bekommen können.
Am 26. Oktober 2020 hatte Sawayama mit dem Song XS ihr Fernsehdebüt auf The Tonight Show Starring Jimmy Fallon. Im November veröffentlichte sie den von BloodPop produzierten Song Lucid. Am 4. Dezember 2020 kam eine Sonderausgabe des Albums Sawayama auf den Markt.
Im April 2021 wurde eine Version von Chosen Family als Duett mit Elton John veröffentlicht. Im Mai 2021 wurde sie in einer ungenannten Rolle in John Wick: Chapter 4 gecastet. Im August 2021 wurde Sawayama auf die Liste 100 Japanese people respected by the world von Newsweek Japan gesetzt.
Im September 2021 trug sie mit einer Coverversion des Metallica-Songs Enter Sandman zum Wohltätigkeits- und Gedächtnisalbum The Metallica Blacklist bei. Danach folgte im November eine Konzertreise.
Am 26. September 2022 erschien ihr zweites Album Hold The Girl, am 8. Dezember 2023 folgte mit Hold The Girl (Bonus Edition) eine Version des Albums mit zwei zusätzlichen Liedern. 

## Weitere Aktivitäten

### Modelkarriere
Sawayama ist bei Anti-Agency und Elite Model Management unter Vertrag. 2017 wurde sie für die Wintermodekampagne von Versus x Versace ausgewählt. Außerdem war sie auch für Missguided von Jourdan Dunn tätig.
Im September 2021 lief sie auf dem Laufsteg für Balmain, um das 10-jährige Jubiläum von Olivier Rousteings Ernennung zum Leiter des Modehauses zu feiern.

### Kollaborationen
Sawayama arbeitete 2016 gemeinsam mit dem taiwanesischen Bildkünstler John Yuyi an einem visuellen Kunstprojekt, das asiatische und japanische Schönheitsideale kritisierte. Danach enthielt Vogue ein Profil von Sawayama und während des Interviews beschrieb sie den Ursprung der Idee. Sie sagte, dass japanische Schönheitsideale Frauen bevormunden, benachteiligen und zum Objekt degradieren.
Sie trat mit ihrem selbstgeschriebenen Song Play on Me für Nicola Formichettis MAC x Nicopanda auf. Formichetti war auch der Regisseur des Musikvideos ihres Songs Ordinary Superstar. Der Beginn ihrer Zusammenarbeit ist in einem Artikel der Modezeitschrift i-D beschrieben.

## Musikalischer Stil
Ihre Haupteinflüsse sind Musiker der 1990er und 2000er Jahre wie Christina Aguilera, Lady Gaga, Avril Lavigne, Hikaru Utada, Beyoncé, Britney Spears, Evanescence, *NSYNC, Kylie Minogue, Limp Bizkit, Pink, Ringo Sheena, Taylor Swift und Janelle Monáe.

## Persönliches
Im August 2018 outete Sawayama sich während eines Interviews mit Broadly. Sie ist bisexuell und pansexuell.
Im Juli 2020 unterschrieb sie einen offenen Brief an die Gleichheitsministerin des Vereinigten Königreichs (Liz Truss), in dem ein Konversionstherapieverbot gefordert wurde.

## Filmografie

### Film
- 2023: John Wick: Kapitel 4 (John Wick: Chapter 4)

### Fernsehen
| Jahr | Titel                                  | Rolle           | Anmerkungen                                |
| ---- | -------------------------------------- | --------------- | ------------------------------------------ |
| 2019 | Turn Up Charlie                        | Layla Valentine | wiederkehrender Rollenauftritt; 2 Episoden |
| 2019 | Jōnetsu Tairiku – 情熱大陸             | Sie selbst      | Gast (Dokumentation)                       |
| 2020 | The Tonight Show Starring Jimmy Fallon | Sie selbst      | Musikalischer Gast (Folge 1341)            |
| 2021 | Shibuya Note – シブヤノオト            | Sie selbst      | Musikalischer Gast                         |

## Diskografie

### Studioalben
| Jahr | Titel Musiklabel        | Höchstplatzierung, Gesamtwochen, AuszeichnungChartplatzierungen (Jahr, Titel, Musiklabel, Platzierungen, Wochen, Auszeichnungen, Anmerkungen) | Höchstplatzierung, Gesamtwochen, AuszeichnungChartplatzierungen (Jahr, Titel, Musiklabel, Platzierungen, Wochen, Auszeichnungen, Anmerkungen) | Anmerkungen                              |
| Jahr | Titel Musiklabel        | UK | US | Anmerkungen                              |
| ---- | ----------------------- | --- | --- | ---------------------------------------- |
| 2020 | Sawayama Dirty Hit      | UK80 (1 Wo.)UK | — | Erstveröffentlichung: 17. April 2020     |
| 2022 | Hold the Girl Dirty Hit | UK3 (2 Wo.)UK | US166 (1 Wo.)US | Erstveröffentlichung: 16. September 2022 |

### EPs
- 2017: Rina
- 2020: Sawayama Remixed

### Singles
| Jahr | Titel Album       | Höchstplatzierung, Gesamtwochen, AuszeichnungChartsChartplatzierungen (Jahr, Titel, Album, Platzierungen, Wochen, Auszeichnungen, Anmerkungen) | Anmerkungen                                                                               |
| Jahr | Titel Album       | UK | Anmerkungen                                                                               |
| ---- | ----------------- | --- | ----------------------------------------------------------------------------------------- |
| 2022 | Beg for You Crash | UK24 Silber · (11 Wo.)UK | Erstveröffentlichung: 27. Januar 2022 Verkäufe: + 200.000; Charli XCX feat. Rina Sawayama |

Weitere Singles
- 2013: Sleeping in Waking
- 2013: Terror (als Riina)
- 2015: Tunnel Vision
- 2016: Where U Are
- 2016: This Time Last Year
- 2017: Cyber Stockholm Syndrome
- 2017: Alterlife
- 2017: Valentine (What’s It Gonna Be)
- 2018: Ordinary Superstar
- 2018: Cherry
- 2018: Flicker
- 2019: STFU!
- 2020: Comme des Garçons (Like the Boys)
- 2020: XS
- 2020: Chosen Family
- 2020: Bad Friend
- 2020: Lucid

## Tourneen
Als Hauptakt
- Ordinary Superstar Tour (2018)
- The Dynasty Tour (2021)

Als Vorband
- Charli XCX – Charli Live Tour (2019)

## Auszeichnungen und Nominierungen
Sawayama wurde 2017 auf The Guardians 18 for '18 Hotliste und auf Dazeds 100 people shaping culture in 2017 Liste gesetzt.
| Organisation                            | Jahr | Kategorie                              | nominiertes Werk                 | Ergebnis  | Ref.          |
| --------------------------------------- | ---- | -------------------------------------- | -------------------------------- | --------- | ------------- |
| AIM Independent Music Awards            | 2021 | International Breakthrough             | sie selbst                       | Nominiert | [ 56 ]        |
| Attitude Awards                         | 2020 | Breakthrough Award                     | sie selbst                       | Gewonnen  | [ 57 ]        |
| BRIT Awards                             | 2021 | Rising Star                            | sie selbst                       | Nominiert | [ 58 ]        |
| British LGBT Awards                     | 2021 | Best Music Artist                      | sie selbst                       | Nominiert | [ 59 ]        |
| Denmark GAFFA Awards                    | 2021 | Best International New Act             | sie selbst                       | Nominiert | [ 60 ]        |
| Denmark GAFFA Awards                    | 2021 | Best International Solo Act            | sie selbst                       | Nominiert | [ 60 ]        |
| Denmark GAFFA Awards                    | 2021 | Best International Album               | Sawayama                         | Nominiert | [ 60 ]        |
| Gay Times Honours                       | 2021 | British Excellence in Music            | sie selbst                       | Gewonnen  | [ 61 ]        |
| Gold Derby Music Awards                 | 2021 | Album Of The Year                      | Sawayama                         | Nominiert | [ 62 ]        |
| Gold Derby Music Awards                 | 2021 | Best New Artist                        | sie selbst                       | Nominiert | [ 62 ]        |
| Gold Derby Music Awards                 | 2021 | Best Rock/Alternative Artist           | sie selbst                       | Nominiert | [ 62 ]        |
| Golden Indie Music Awards               | 2020 | Asian Songwriter Award                 | sie selbst                       | Nominiert | [ 63 ]        |
| GLAAD Media Awards                      | 2021 | Outstanding Breakthrough Artist        | Sawayama                         | Nominiert | [ 64 ]        |
| Independent Music Companies Association | 2020 | European Independent Album of the Year | Sawayama                         | Nominiert | [ 65 ]        |
| Music Week Awards                       | 2021 | Artist Marketing Campaign              | sie selbst                       | Nominiert | [ 66 ]        |
| NME Awards                              | 2022 | Best Solo Act In The World             | sie selbst                       | Nominiert | [ 67 ] [ 68 ] |
| NME Awards                              | 2022 | Best Solo Act From The UK              | sie selbst                       | Nominiert | [ 67 ] [ 68 ] |
| NME Awards                              | 2022 | Best Live Act                          | sie selbst                       | Gewonnen  | [ 67 ] [ 68 ] |
| NME Awards                              | 2022 | Best Collaboration                     | „Chosen Family“ (mit Elton John) | Nominiert | [ 67 ] [ 68 ] |
| Rober Awards Music Prize                | 2020 | Best New Artist                        | sie selbst                       | Gewonnen  | [ 69 ]        |
| Rober Awards Music Prize                | 2020 | Best Pop Artist                        | sie selbst                       | Nominiert | [ 69 ]        |
| Rober Awards Music Prize                | 2020 | Song of the Year                       | „XS“                             | Nominiert | [ 69 ]        |
| Rober Awards Music Prize                | 2020 | Best Music Video                       | „Bad Friend“                     | Nominiert | [ 69 ]        |
| The Daily Californian Art Awards        | 2020 | Best International Album               | Sawayama                         | Gewonnen  | [ 70 ]        |
| Vogue Japan                             | 2019 | Women of the Year                      | sie selbst                       | Gewonnen  | [ 71 ]        |